# لانی (ناحیه هاولیتشکوف برود)
لانی (به چکی: Lány) یک منطقهٔ مسکونی در جمهوری چک است که در ناحیه هاولیتشکوف برود واقع شده‌است. لانی ۲٫۰۴ کیلومتر مربع مساحت و ۶۰ نفر جمعیت دارد و ۴۶۴ متر بالاتر از سطح دریا واقع شده‌است.